# Busserolles
Pour l’article ayant un titre homophone, voir Busserole.
Cet article possède des paronymes, voir Buxerolles.
Busserolles est une commune française située dans le département de la Dordogne, en région Nouvelle-Aquitaine.
Commune la plus au nord du département, elle est intégrée au parc naturel régional Périgord-Limousin.

## Géographie

### Généralités
Tout au nord du département de la Dordogne, dans le parc naturel régional Périgord-Limousin, en Périgord vert, la commune de Busserolles est limitrophe des départements de la Charente et de la Haute-Vienne. Elle est bordée par la Tardoire et arrosée par son affluent le Trieux.
Le bourg de Busserolles, à la jonction des routes départementales (RD) 88 et 90, est situé, en distances orthodromiques, sept kilomètres au nord-ouest de Piégut et onze kilomètres à l'est de Montbron.
La commune est également desservie au nord et au nord-ouest par les RD 90E1 et 699, et brièvement, au sud, par les RD 91 et 91E2. Entre Bussière-Badil et Piégut-Pluviers, le sentier de grande randonnée GR 4 traverse le territoire communal sur environ quatre kilomètres.

### Communes limitrophes
Busserolles est limitrophe de sept communes dont une en Haute-Vienne et deux en Charente.
| Roussines (Charente) | Maisonnais-sur-Tardoire (Haute-Vienne) |                       |
| Écuras (Charente)    | Busserolles                            | Champniers-et-Reilhac |
| Bussière-Badil       | Saint-Estèphe                          | Piégut-Pluviers       |

### Géologie et relief

#### Géologie
Situé sur la plaque nord du Bassin aquitain et bordé à son extrémité nord-est par une frange du Massif central, le département de la Dordogne présente une grande diversité géologique. Les terrains sont disposés en profondeur en strates régulières, témoins d'une sédimentation sur cette ancienne plate-forme marine. Le département peut ainsi être découpé sur le plan géologique en quatre gradins différenciés selon leur âge géologique. Busserolles est dans le gradin extrême nord-est que constitue le dernier contrefort du Massif central, avec des roches cristallines formées à l'ère primaire, antérieurement au Carbonifère.
Les couches affleurantes sur le territoire communal sont constituées de formations superficielles du Quaternaire datant du Cénozoïque et du Paléozoïque, ainsi que de roches métamorphiques et magmatiques. La formation la plus ancienne, notée ζ1-2I, se compose de gneiss plagioclastiques grauwackeux à schisteux à deux micas ou biotite seule et sillimanite et parfois microcline (Néoprotérozoïque à Cambrien). La formation la plus récente, notée CFp, fait partie des formations superficielles de type colluvions indifférenciées de versant, de vallon et plateaux issues d'alluvions, molasses, altérites. Le descriptif de ces couches est détaillé dans  la feuille « no 710 - Montbron » de la carte géologique au 1/50 000 de la France métropolitaine, et sa notice associée.

Carte géologique de Busserolles.

#### Relief et paysages
Le département de la Dordogne se présente comme un vaste plateau incliné du nord-est (491 m, à la forêt de Vieillecour dans le Nontronnais, à Saint-Pierre-de-Frugie) au sud-ouest (2 m à Lamothe-Montravel). L'altitude du territoire communal varie quant à elle entre 135 m à l'ouest, près du lieu-dit Paugnac, là où la Tardoire quitte la commune pour s'écouler entre celles d'Écuras et de Bussière-Badil, et 303 ou 305 m au sud-est, dans le bois de Puyrocher,,.
Dans le cadre de la Convention européenne du paysage entrée en vigueur en France le 1er juillet 2006, renforcée par la loi du 8 août 2016 pour la reconquête de la biodiversité, de la nature et des paysages, un atlas des paysages de la Dordogne a été élaboré sous maîtrise d’ouvrage de l’État et publié en octobre 2020. Les paysages du département s'organisent en huit unités paysagères et 14 sous-unités. La commune est dans l'unité paysagère du « Périgord limousin » qui correspond à la région naturelle du Nontronnais. Ce territoire forme un plateau collinaire aux pentes douces et sommets arasés, d’altitude moyenne autour des 300 m dont le point culminant est également celui de la Dordogne. Ce plateau cristallin est vallonné et dominé par les prairies aux horizons boisés. Il est entaillé de vallées profondes aux versants forestiers,.
La superficie cadastrale de la commune publiée par l'Insee, qui sert de référence dans toutes les statistiques, est de 32,46 km2,,. La superficie géographique, issue de la BD Topo, composante du Référentiel à grande échelle produit par l'IGN, est quant à elle de 33,5 km2.

### Hydrographie

#### Réseau hydrographique
La commune est située dans le bassin versant de la Charente au sein du Bassin Adour-Garonne. Elle est drainée par la Tardoire, le Trieux, la Planche, le ruisseau de l'Étang Grolhier et par divers petits cours d'eau, qui constituent un réseau hydrographique de 50 km de longueur totale,.
La Tardoire, d'une longueur totale de 114,05 km, prend sa source en Haute-Vienne dans la commune de Pageas et se jette dans la Bonnieure en Charente à Saint-Ciers-sur-Bonnieure en rive gauche. Elle borde le territoire communal au nord-ouest sur près de neuf kilomètres, face à Roussines et Écuras.
Le Trieux, d'une longueur totale de 29,55 km, prend sa source en Haute-Vienne dans la commune de Marval et se jette dans la Tardoire en rive gauche à Bussière-Badil, face à Écuras,. Il traverse la commune du nord-est à l'ouest sur onze kilomètres et demi, bordant le bourg à l'ouest ; il sert de limite territoriale sur plus de cinq kilomètres et demi en deux tronçons, face à Champniers-et-Reilhac et Maisonnais-sur-Tardoire au nord-est, et à Bussière-Badil à l'ouest.
Le ruisseau de l'Étang Grolhier, affluent de rive gauche du Trieux, baigne le territoire communal sur plus de quatre kilomètres et demi, formant la retenue de l'étang Grolhier, réserve ornithologique d'une superficie d'environ 27 hectares dont la moitié nord se situe sur la commune ; il passe au sud du bourg.
Autre affluent de rive gauche du Trieux, la Planche traverse le sud de la commune sur cinq kilomètres.
Le territoire communal est parsemé de nombreux étangs.

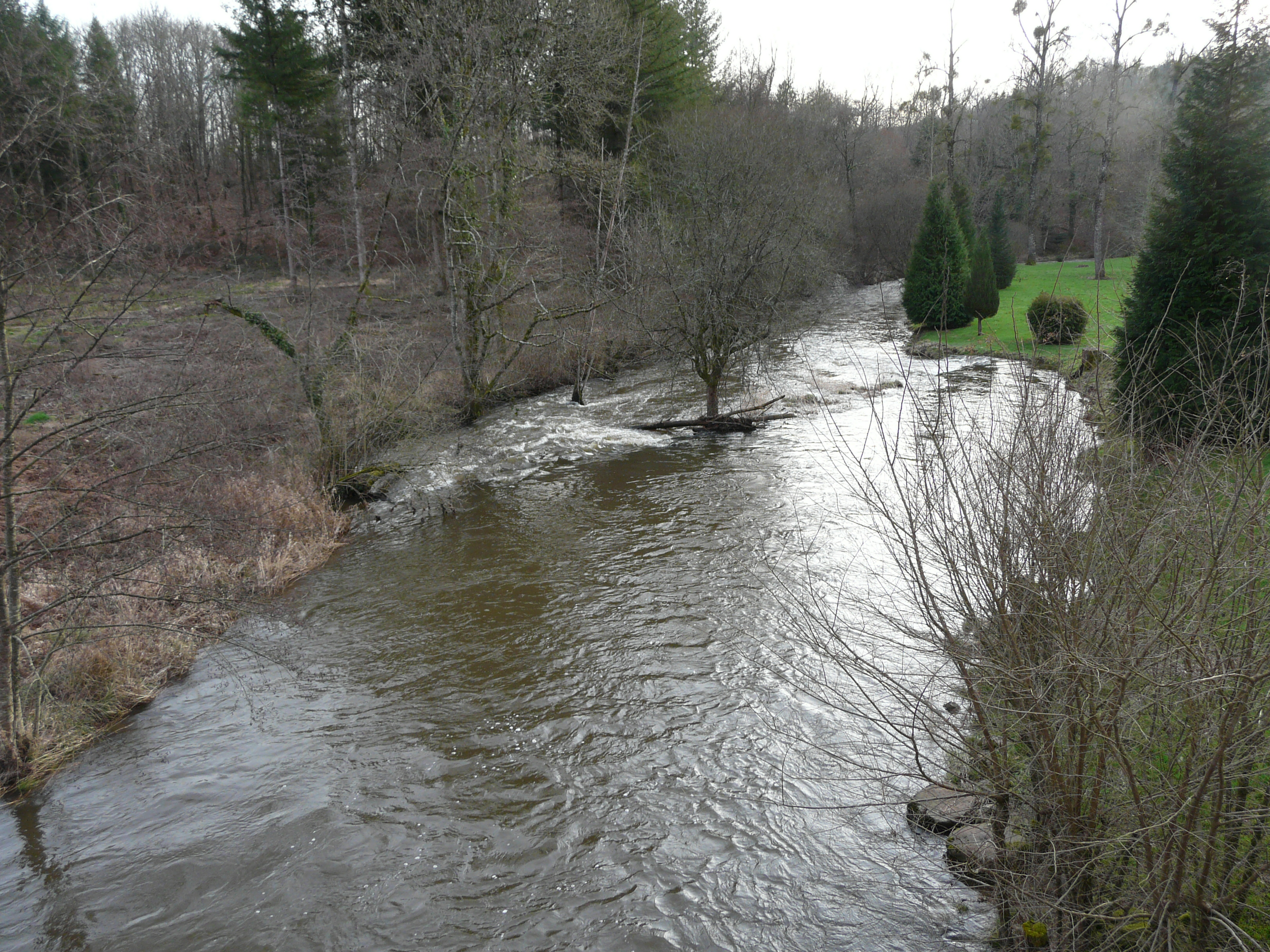
La Tardoire en limite de Busserolles et de Roussines.
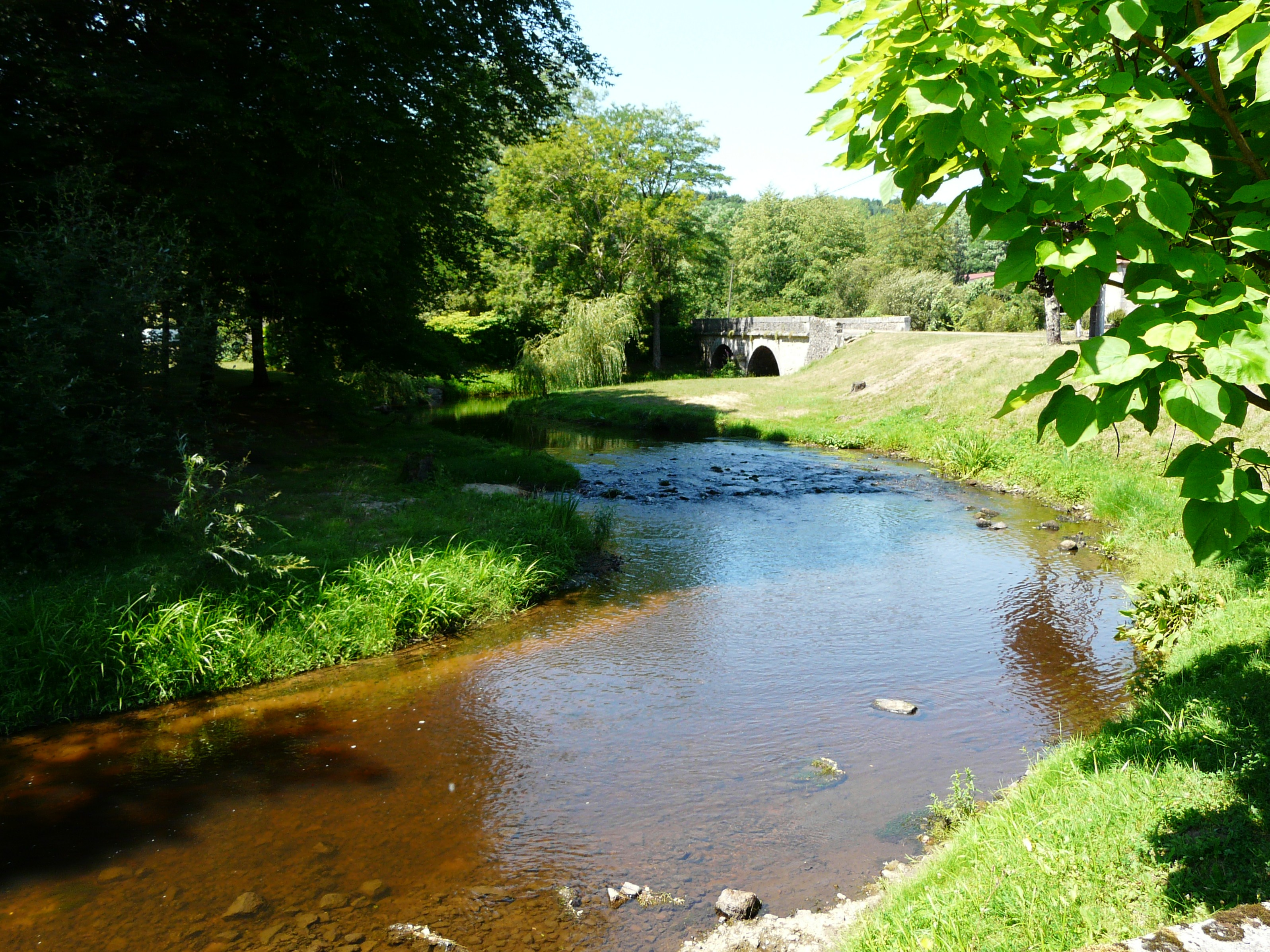
Le Trieux à l'ouest du bourg de Busserolles.
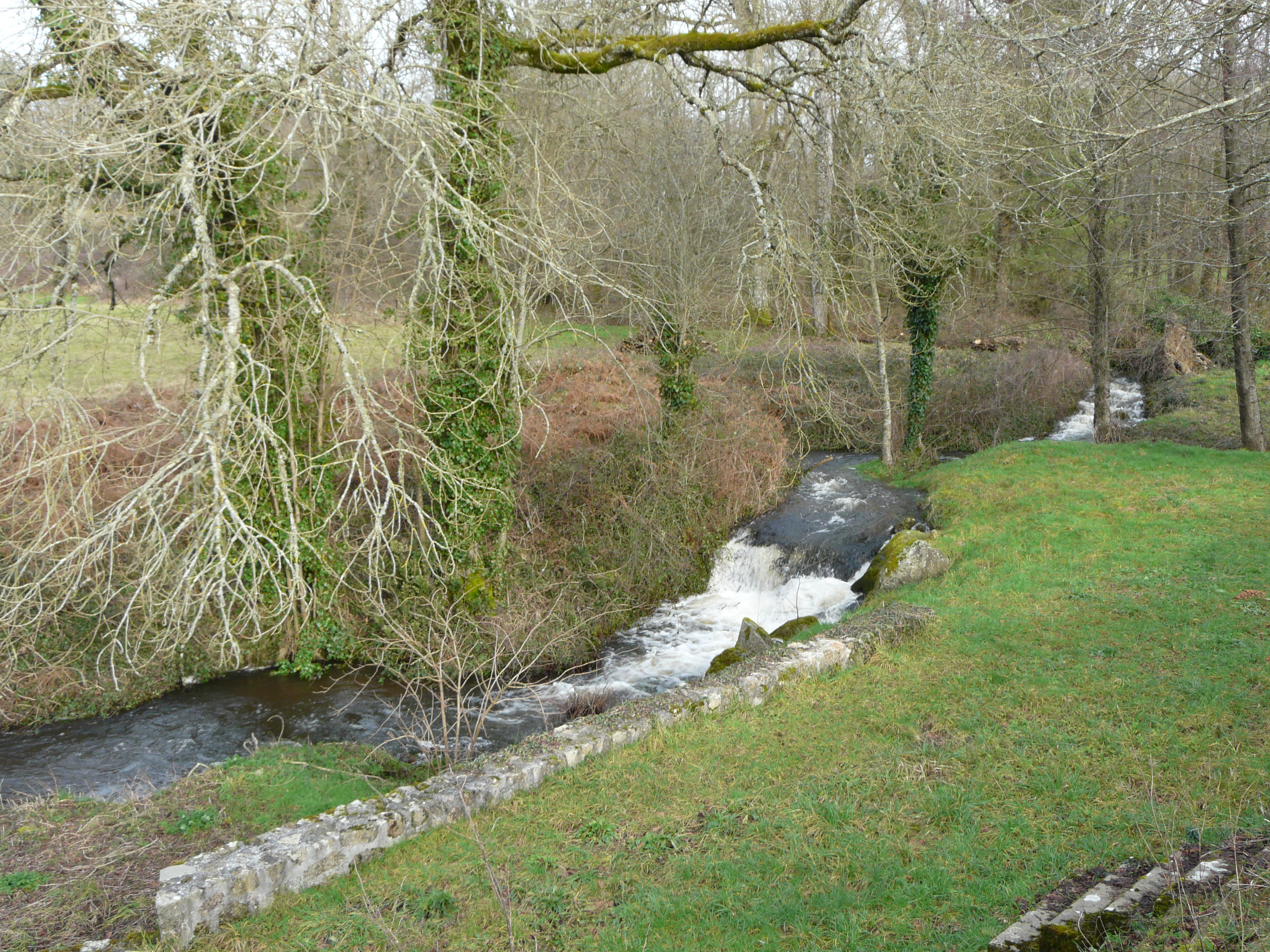
Le ruisseau de l'Étang Grolhier en aval de l'étang du même nom.
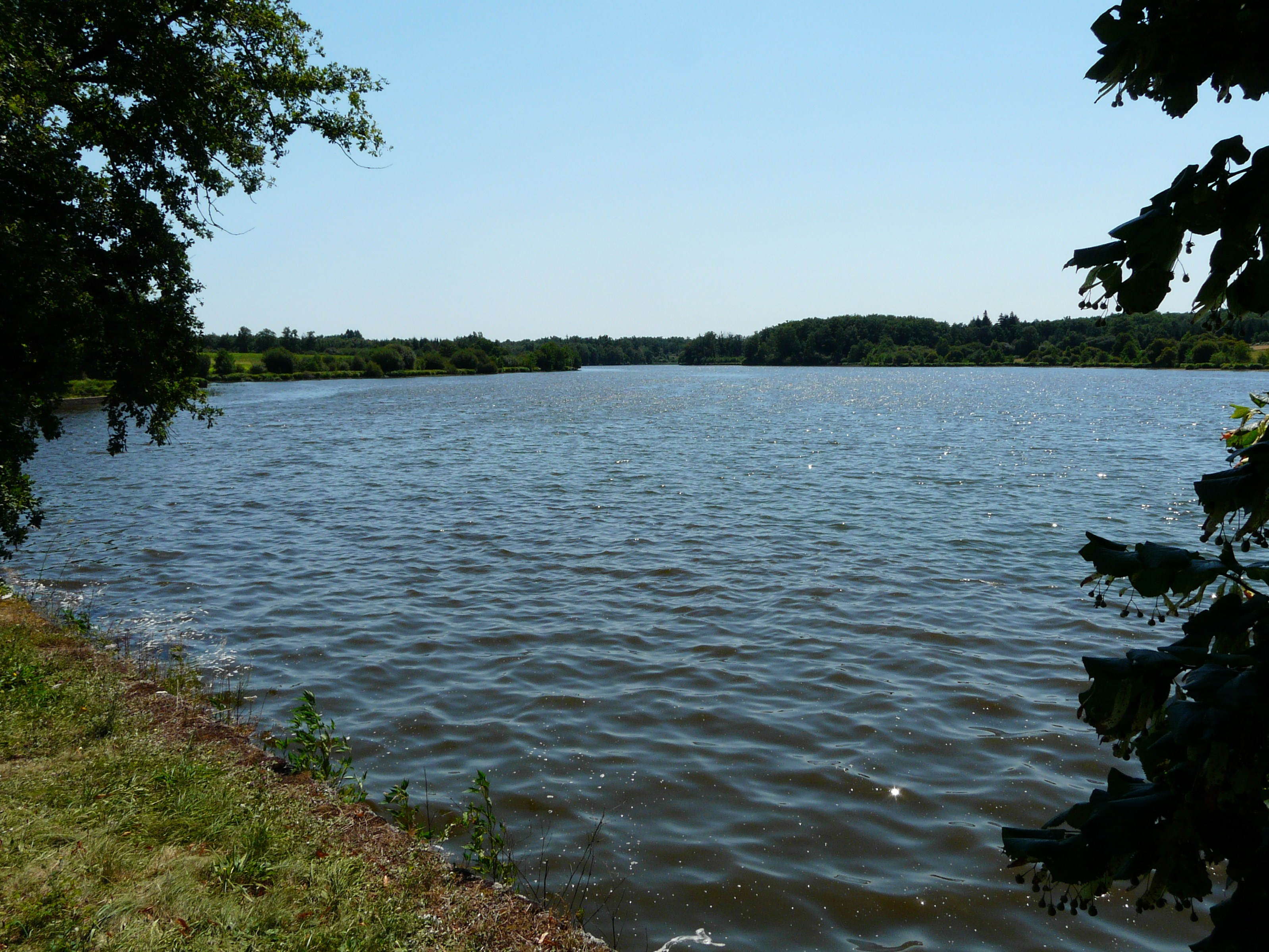
L'étang Grolhier à Busserolles.
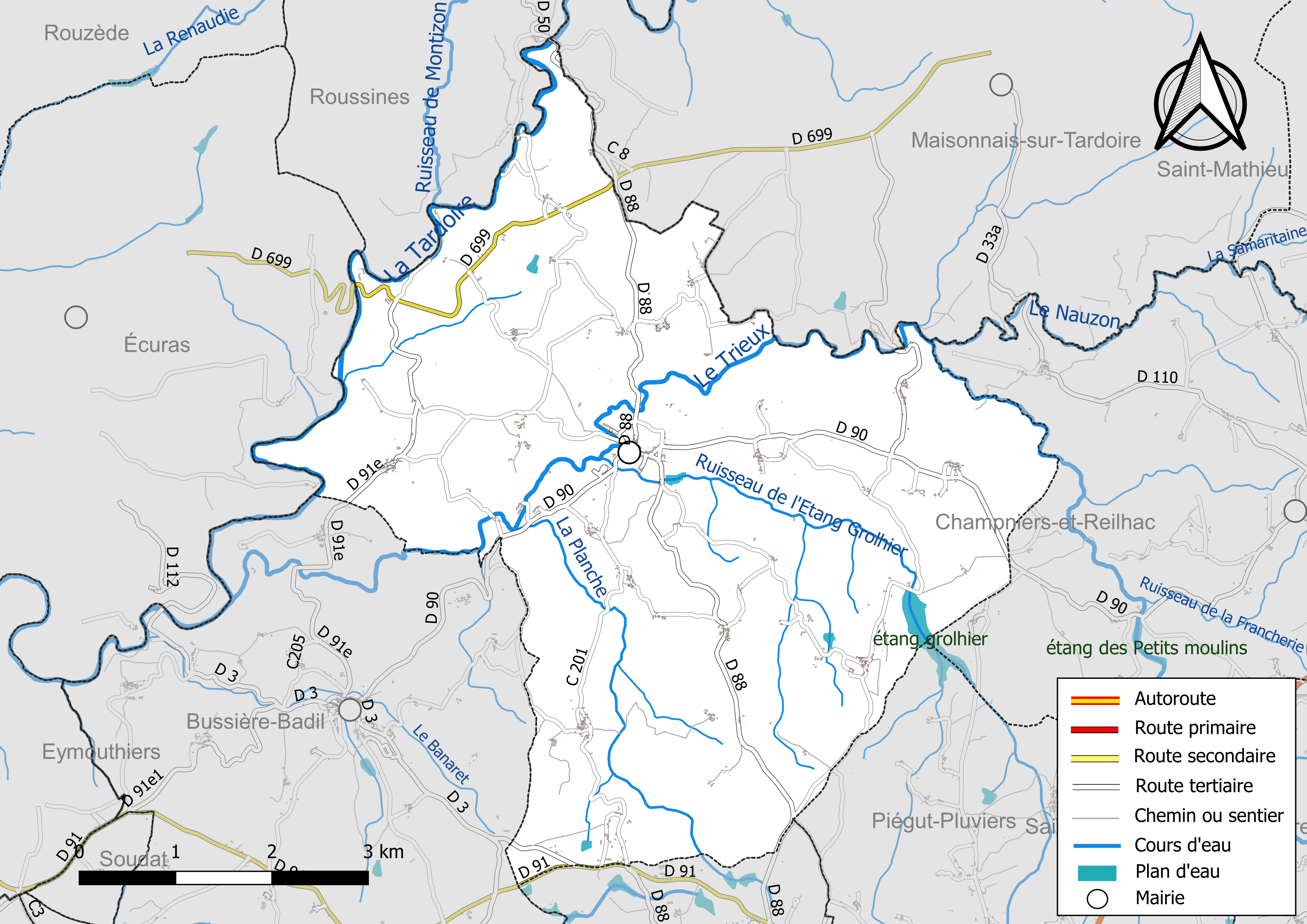
Réseaux hydrographique et routier de Busserolles.

#### Gestion et qualité des eaux
Le territoire communal est couvert par le schéma d'aménagement et de gestion des eaux (SAGE) « Charente ». Ce document de planification, dont le territoire correspond au bassin de la Charente, d'une superficie de 9 300 km2, a été approuvé le 19 novembre 2019. La structure porteuse de l'élaboration et de la mise en œuvre est l'établissement public territorial de bassin Charente. Il définit sur son territoire les objectifs généraux d’utilisation, de mise en valeur et de protection quantitative et qualitative des ressources en eau superficielle et souterraine, en respect des objectifs de qualité définis dans le troisième SDAGE  du Bassin Adour-Garonne qui couvre la période 2022-2027, approuvé le 10 mars 2022.
La qualité des eaux de baignade et des cours d’eau peut être consultée sur un site dédié géré par les agences de l’eau et l’Agence française pour la biodiversité.

### Climat
Pour des articles plus généraux, voir Climat de la Nouvelle-Aquitaine et Climat de la Dordogne.
Historiquement, la commune est exposée à un climat océanique limousin.  
En 2020, Météo-France publie une typologie des climats de la France métropolitaine dans laquelle la commune est exposée à un climat océanique altéré et est dans une zone de transition entre les régions climatiques « Poitou-Charentes » et « Aquitaine, Gascogne ».
Pour la période 1971-2000, la température annuelle moyenne est de 11,8 °C, avec une amplitude thermique annuelle de 15 °C. Le cumul annuel moyen de précipitations est de 983 mm, avec 12,8 jours de précipitations en janvier et 7,1 jours en juillet. Pour la période 1991-2020, la température moyenne annuelle observée sur la station météorologique la plus proche, située sur la commune de Montembœuf à 13 km à vol d'oiseau, est de 12,7 °C et le cumul annuel moyen de précipitations est de 972,4 mm,. Pour l'avenir, les paramètres climatiques de la commune estimés pour 2050 selon différents scénarios d'émission de gaz à effet de serre sont consultables sur un site dédié publié par Météo-France en novembre 2022.

## Urbanisme

### Typologie
Au 1er janvier 2024, Busserolles est catégorisée commune rurale à habitat très dispersé, selon la nouvelle grille communale de densité à 7 niveaux définie par l'Insee en 2022.
Elle est située hors unité urbaine et hors attraction des villes,.

### Occupation des sols
L'occupation des sols de la commune, telle qu'elle ressort de la base de données européenne d’occupation biophysique des sols Corine Land Cover (CLC), est marquée par l'importance des territoires agricoles (52 % en 2018), en augmentation par rapport à 1990 (51 %). La répartition détaillée en 2018 est la suivante : 
forêts (46,3 %), prairies (29,1 %), zones agricoles hétérogènes (22,9 %), zones urbanisées (0,8 %), eaux continentales (0,5 %), milieux à végétation arbustive et/ou herbacée (0,4 %). L'évolution de l’occupation des sols de la commune et de ses infrastructures peut être observée sur les différentes représentations cartographiques du territoire : la carte de Cassini (XVIIIe siècle), la carte d'état-major (1820-1866) et les cartes ou photos aériennes de l'IGN pour la période actuelle (1950 à aujourd'hui).

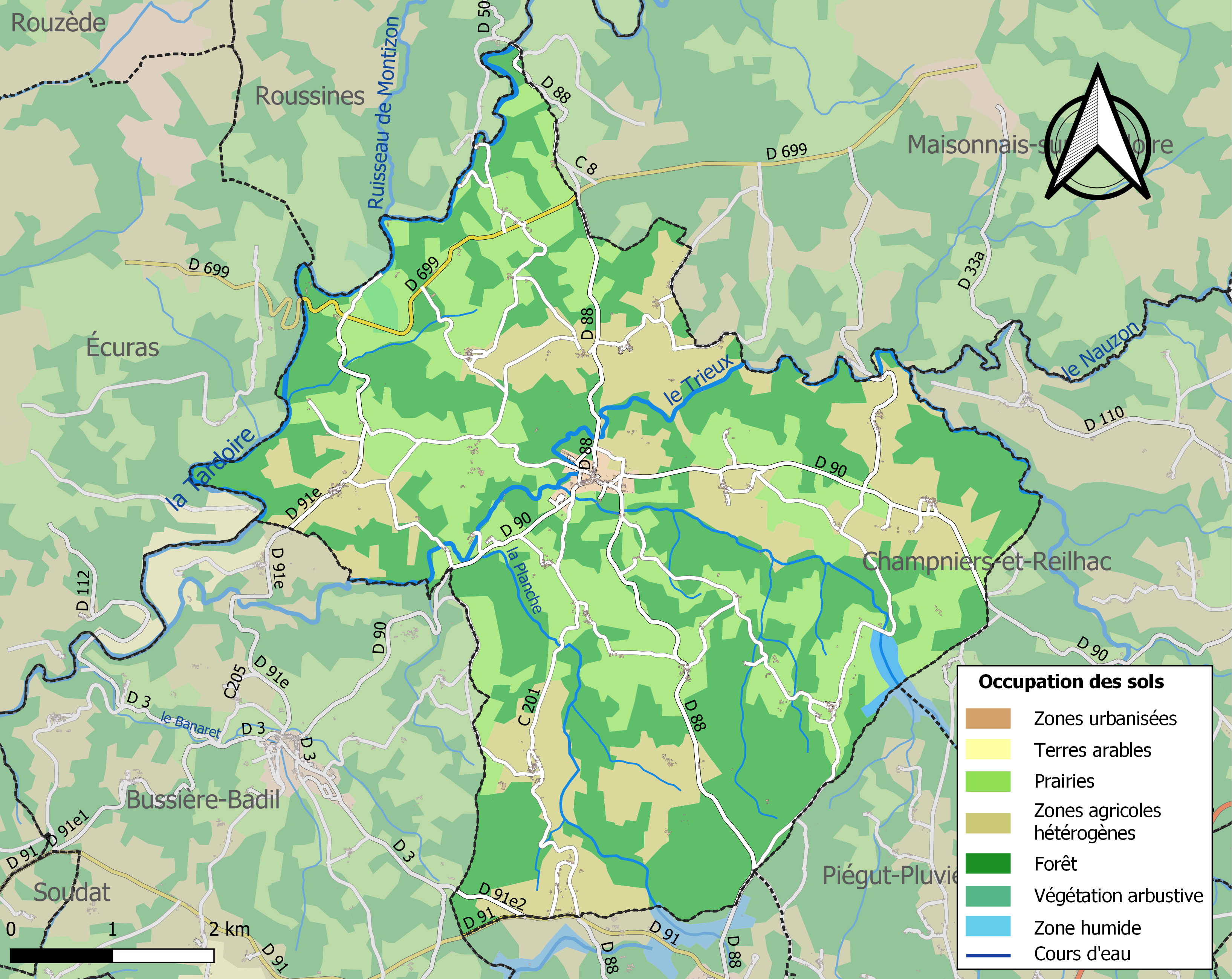
Carte des infrastructures et de l'occupation des sols de la commune en 2018 (CLC).

### Villages, hameaux et lieux-dits
Outre le bourg de Busserolles proprement dit, la commune se compose d'autres villages ou hameaux, ainsi que de lieux-dits :
- la Barrière
- Beaulieu
- Bellevue
- Bois de Puyrocher
- Bost Pertus
- la Brousse
- le Buisson
- le Chalard
- Chantalouette
- les Chareyroux
- la Chataignolle
- le Chêne Blanc
- chez Bigot
- chez Gabarier
- chez Garot
- chez Gauchou
- chez Giraudeau
- chez la Lyre
- chez Levraut
- chez Nadaud
- chez Peynaud
- Clargourt
- Cluzance
- Coiraud
- Croix de Rougier
- le Cros de l'Ouvrage
- le Dagois
- l'Étang Grolhier
- Fargeas
- les Fontenelles
- la Forêt
- la Forge de Lavallade
- Forge-Neuve
- le Fraisse
- la Garenne
- le Graffeuil (hameau au nord-est)
- le Graffeuil (lieu-dit à l'ouest)
- le Grand Bost
- le Grand Clos
- le Grand Villotte
- l'Isle
- les Joncs
- Lacaud
- Lamandeau
- Langlade
- Leymeronie
- Ludieras
- la Maillerie
- Malègue
- le Mangot
- les Meynieux
- Mirambeau
- le Moulin de Coiraud
- le Moulin de Grolhier
- Moulin de Leymeronie
- le Moulin de Ludieras
- Nanteuil
- Paugnac
- le Petit Villotte
- le Poirier
- les Potences
- le Reclos
- la Ribière
- le Roc
- Trepeix
- Varachaud
- le Verger
- le Villard
- Villautrange
- Villeneuve.

### Prévention des risques
Le territoire de la commune de Busserolles est vulnérable à différents aléas naturels : météorologiques (tempête, orage, neige, grand froid, canicule ou sécheresse), inondations, feux de forêts et séisme (sismicité faible). Il est également exposé à un risque particulier : le risque de radon. Un site publié par le BRGM permet d'évaluer simplement et rapidement les risques d'un bien localisé soit par son adresse soit par le numéro de sa parcelle.

#### Risques naturels
Certaines parties du territoire communal sont susceptibles d’être affectées par le risque d’inondation par débordement de cours d'eau, notamment le Trieux, le ruisseau de Montizon, la Tardoire et le Nauzon. La commune a été reconnue en état de catastrophe naturelle au titre des dommages causés par les inondations et coulées de boue survenues en 1982, 1983 et 1999,.
Busserolles est exposée au risque de feu de forêt. L’arrêté préfectoral du 14 mars 2013 fixe les conditions de pratique des incinérations et de brûlage dans un objectif de réduire le risque de départs d’incendie. À ce titre, des périodes sont déterminées : interdiction totale du 15 février au 15 mai et du 15 juin au 15 octobre, utilisation réglementée du 16 mai au 14 juin et du 16 octobre au 14 février. En septembre 2020, un plan inter-départemental de protection des forêts contre les incendies (PidPFCI) a été adopté pour la période 2019-2029,.
La commune a été reconnue en état de catastrophe naturelle au titre des dommages causés par des mouvements de terrain en 1999.

#### Risque particulier
Dans plusieurs parties du territoire national, le radon, accumulé dans certains logements ou autres locaux, peut constituer une source significative d’exposition de la population aux rayonnements ionisants. Selon la classification de 2018, la commune de Busserolles est classée en zone 3, à savoir zone à potentiel radon significatif.

## Toponymie
Le nom de la commune provient de l'occitan boissiera désignant un lieu planté de buis.
En occitan, la commune porte le nom de Bussairòla.
Les habitants de Busserolles se nomment les Busserollais.

## Histoire
Le territoire communal a été occupé dès l'époque gallo-romaine.
La première mention du lieu, sous la forme Buxerolla remonte à la fin du XIIIe siècle, postérieurement à l'édification de son église. Au siècle suivant, il est mentionné comme Buysserola.
Sur la carte de Cassini représentant la France entre 1756 et 1789, le village est identifié sous le nom de Buxerolles.

## Politique et administration

### Rattachements administratifs et électoraux
Dès 1790, la commune de Busserolles est rattachée au canton de Bussière-Badil (nommé canton de Bussière dans un premier temps) qui dépendait du district de Nontron jusqu'en 1795, date de suppression des districts. En 1801, le canton est rattaché à l'arrondissement de Nontron.
Dans le cadre de la réforme de 2014 définie par le décret du 21 février 2014, ce canton disparaît aux élections départementales de mars 2015. La commune est alors rattachée au canton du Périgord vert nontronnais.

### Intercommunalité
Fin 2000, Busserolles intègre dès sa création la communauté de communes du Périgord vert granitique. Celle-ci est dissoute au 31 décembre 2013 et remplacée au 1er janvier 2014 par la communauté de communes du Haut-Périgord. Au 1er janvier 2017, celle-ci fusionne avec la communauté de communes du Périgord vert nontronnais pour former la communauté de communes du Périgord Nontronnais.

### Administration municipale
La population de la commune étant comprise entre 500 et 1 499 habitants au recensement de 2017, quinze conseillers municipaux ont été élus en 2020,.

### Liste des maires

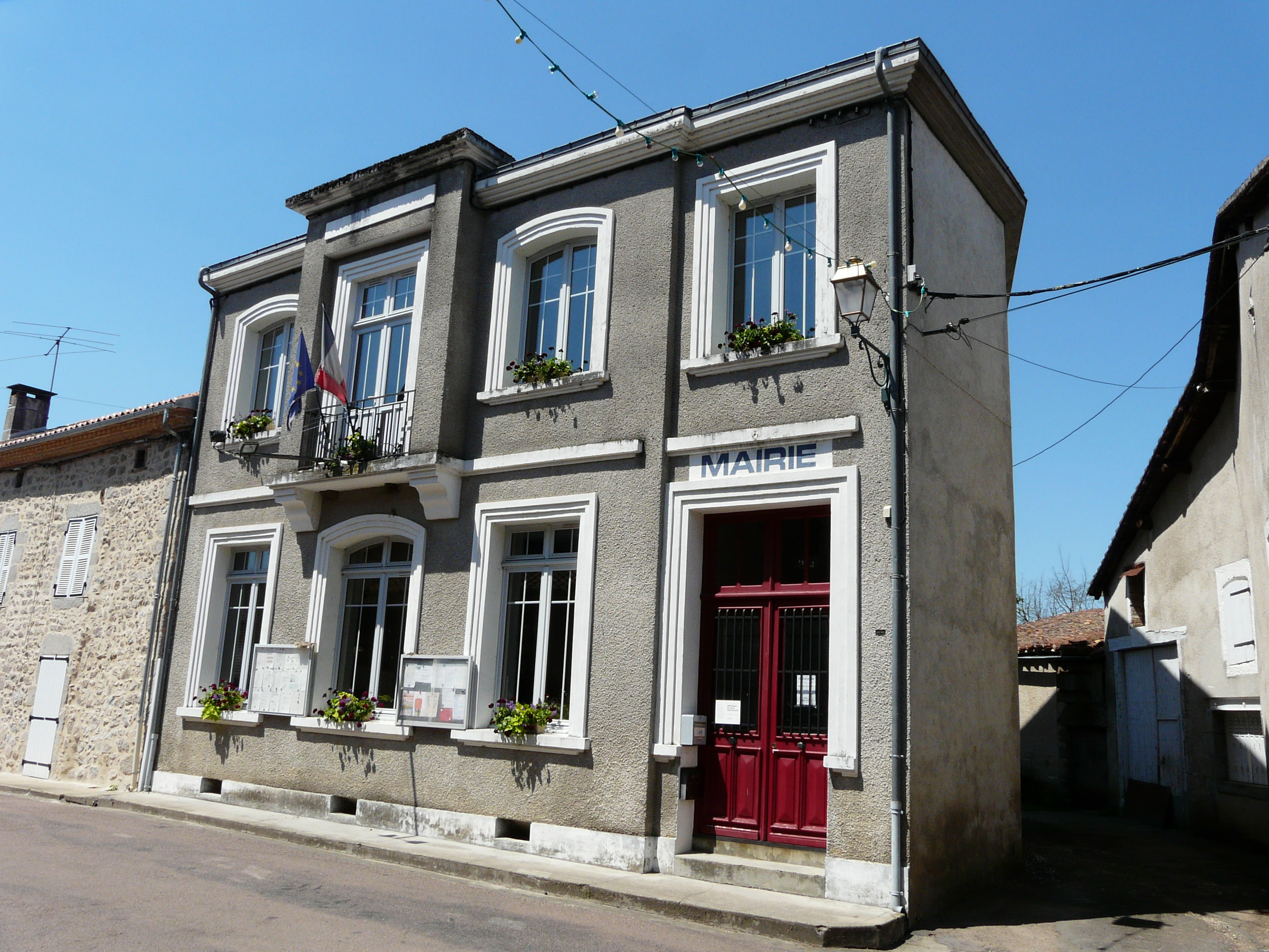
La mairie de Busserolles.

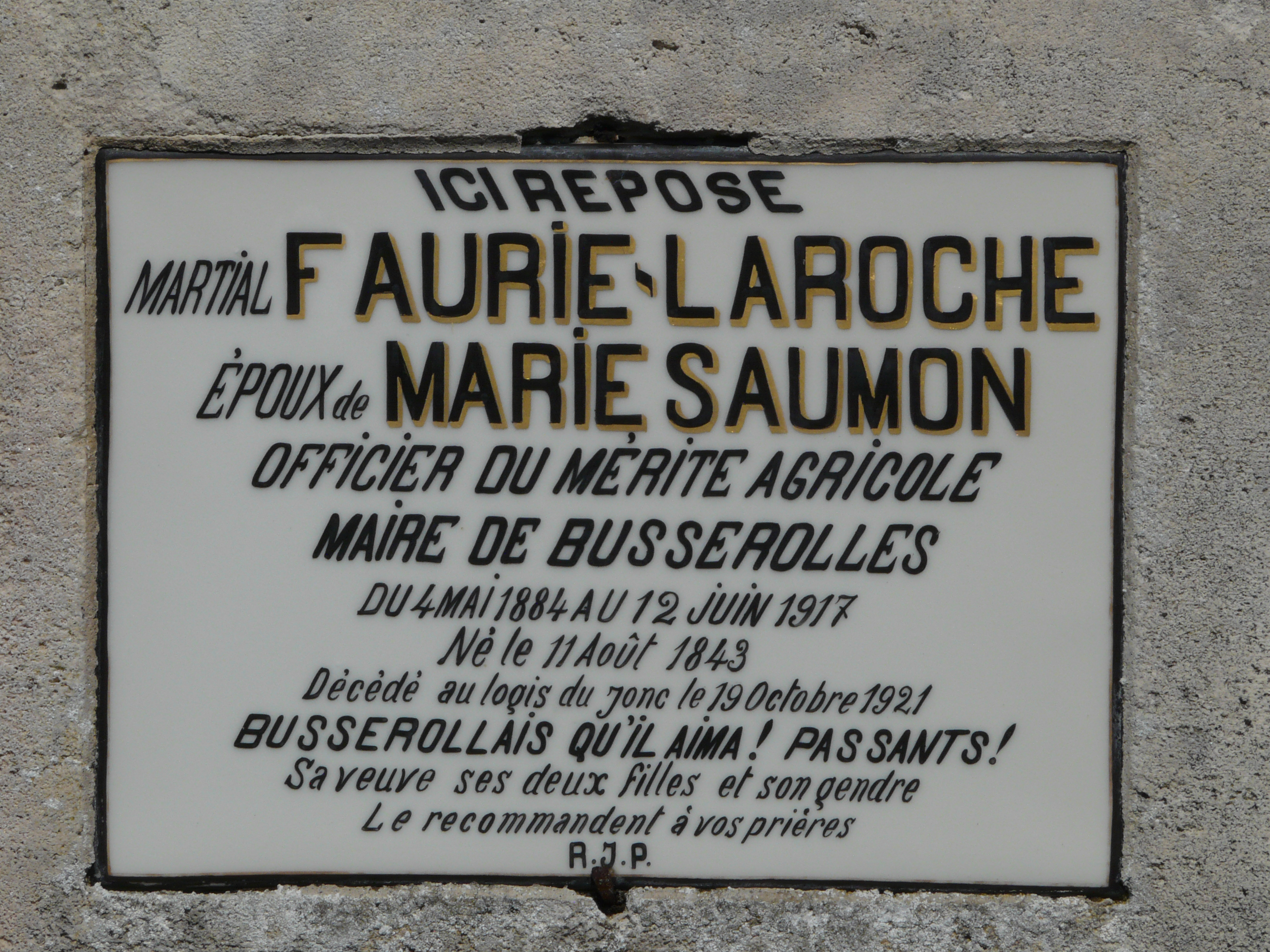
Plaque mortuaire de Martial Faurie-Laroche, maire de Busserolles.

| Période                                  | Période       | Identité                          | Étiquette   | Qualité                                           |
| ---------------------------------------- | ------------- | --------------------------------- | ----------- | ------------------------------------------------- |
| Les données manquantes sont à compléter. |               |                                   |             |                                                   |
|                                          |               |                                   |             |                                                   |
| 1813                                     |               | Jean-Marie Moreau de Saint Martin |             |                                                   |
|                                          |               |                                   |             |                                                   |
| (1880 ou avant)                          | mai 1884      | Jean Lavoix                       |             |                                                   |
| mai 1884                                 | juin 1917     | Martial Faurie-Laroche            |             | Propriétaire                                      |
| juin 1917                                | décembre 1919 | Jean Fernand Morellet             |             | Adjoint faisant fonctions de maire Maître d'hôtel |
| décembre 1919                            | mai 1929      | Jean Fernand Morellet             |             | Maître d'hôtel                                    |
| mai 1929                                 | mai 1935      | François Lavoix                   |             | Cultivateur                                       |
| mai 1935                                 | octobre 1937  | Georges Larousserie               |             | Cultivateur                                       |
| octobre 1937                             | mai 1945      | Jean Cheminade                    |             | Sabotier                                          |
| mai 1945                                 | mai 1953      | Antoine Morellet                  | Rad.soc.    | Cultivateur                                       |
| mai 1953                                 | mars 1965     | Georges Maveyraud                 | Rad.soc.    | Boulanger                                         |
| mars 1965                                | juin 1995     | Guy Michelin                      | DVG         | Boulanger                                         |
| juin 1995                                | mai 2020      | Guy Beauzetier                    | UMP puis LR | Agriculteur                                       |
| mai 2020                                 | En cours      | Nathalie Andrieux                 |             |                                                   |

## Équipements et services publics

### Enseignement
En 2013, Busserolles est organisée en regroupement pédagogique intercommunal (RPI) avec les communes de Bussière-Badil et Varaignes au niveau des classes de primaire. La commune se charge des classes de cours moyen. Le cours préparatoire a lieu à Bussière-Badil et les classes de cours élémentaire s'effectuent à Varaignes.

### Justice
Dans le domaine judiciaire, Busserolles relève : 
- du tribunal judiciaire, du tribunal pour enfants, du conseil de prud'hommes et du tribunal de commerce de Périgueux ;
- du pôle Nationalité du tribunal judiciaire de Périgueux (compétent uniquement dans le domaine de la nationalité) ;
- de la cour d'appel, du tribunal administratif et de la  cour administrative d'appel de Bordeaux.

## Population et société

### Démographie
L'évolution du nombre d'habitants est connue à travers les recensements de la population effectués dans la commune depuis 1793. Pour les communes de moins de 10 000 habitants, une enquête de recensement portant sur toute la population est réalisée tous les cinq ans, les populations de référence des années intermédiaires étant quant à elles estimées par interpolation ou extrapolation. Pour la commune, le premier recensement exhaustif entrant dans le cadre du nouveau dispositif a été réalisé en 2004.

En 2022, la commune comptait 505 habitants, en évolution de +0,8 % par rapport à 2016 (Dordogne : +0,37 %, France hors Mayotte : +2,11 %).
| 1793  | 1800  | 1806  | 1821  | 1831  | 1836  | 1841  | 1846  | 1851  |
| ----- | ----- | ----- | ----- | ----- | ----- | ----- | ----- | ----- |
| 1 766 | 1 626 | 1 655 | 2 153 | 2 187 | 2 109 | 2 171 | 2 241 | 2 207 |

| 1856  | 1861  | 1866  | 1872  | 1876  | 1881  | 1886  | 1891  | 1896  |
| ----- | ----- | ----- | ----- | ----- | ----- | ----- | ----- | ----- |
| 2 117 | 1 950 | 2 022 | 1 874 | 1 937 | 1 946 | 2 019 | 2 033 | 1 923 |

| 1901  | 1906  | 1911  | 1921  | 1926  | 1931  | 1936  | 1946  | 1954  |
| ----- | ----- | ----- | ----- | ----- | ----- | ----- | ----- | ----- |
| 1 829 | 1 850 | 1 762 | 1 545 | 1 521 | 1 307 | 1 308 | 1 123 | 1 090 |

| 1962 | 1968 | 1975 | 1982 | 1990 | 1999 | 2004 | 2006 | 2009 |
| ---- | ---- | ---- | ---- | ---- | ---- | ---- | ---- | ---- |
| 941  | 818  | 728  | 616  | 569  | 507  | 540  | 548  | 560  |

| 2014 | 2019 | 2022 | - | - | - | - | - | - |
| ---- | ---- | ---- | - | - | - | - | - | - |
| 511  | 506  | 505  | - | - | - | - | - | - |

## Économie

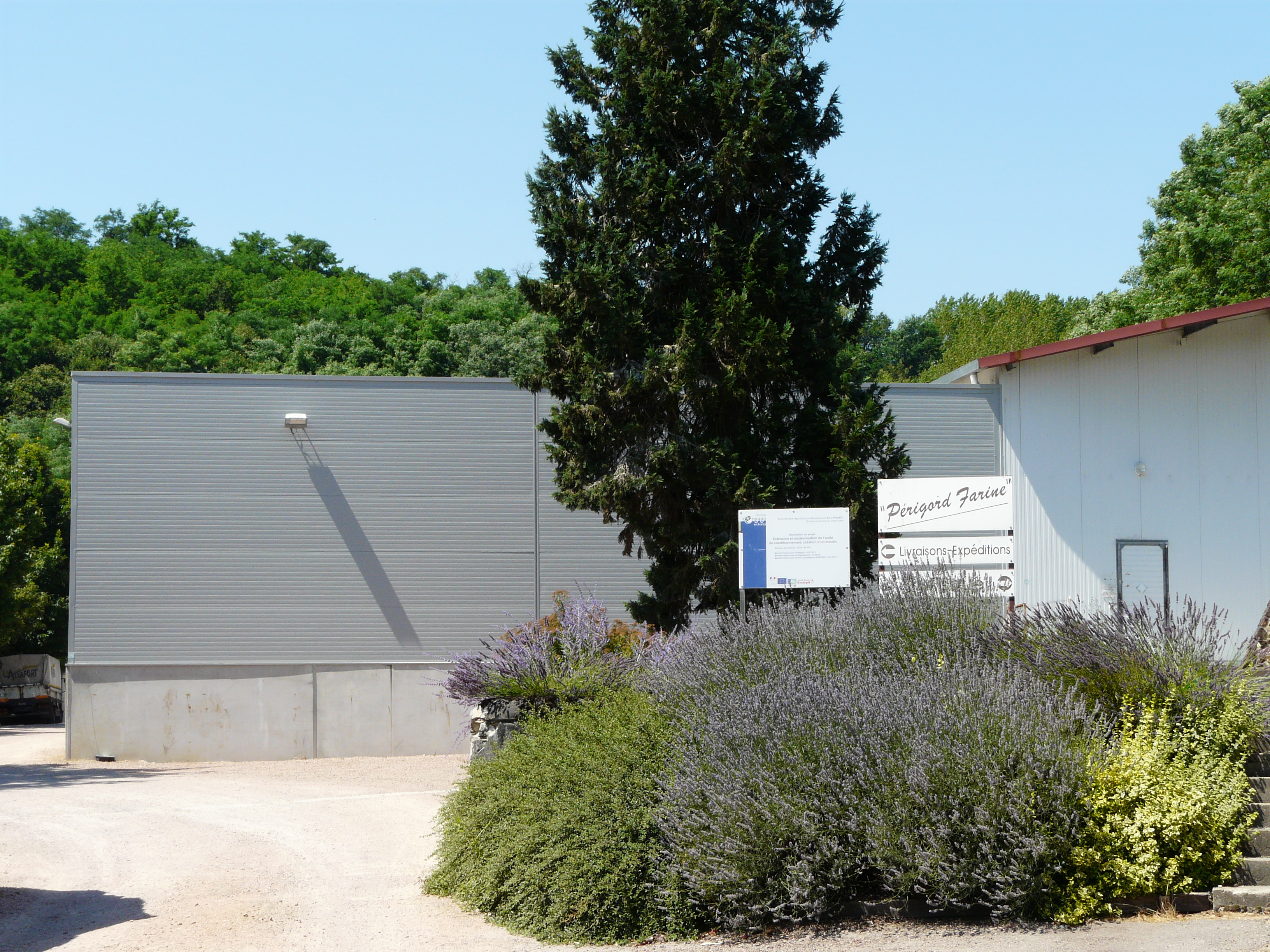
L'usine de « Périgord farine ».

### Emploi
En 2015, parmi la population communale comprise entre 15 et 64 ans, les actifs représentent 202 personnes, soit 39,9 % de la population municipale. Le nombre de chômeurs (vingt-sept) a augmenté par rapport à 2010 (dix-huit) et le taux de chômage de cette population active s'établit à 13,6 %.

### Établissements
Au 31 décembre 2015, la commune compte 72 établissements, dont trente-cinq au niveau des commerces, transports ou services, seize dans la construction, onze dans l'agriculture, la sylviculture ou la pêche, sept dans l'industrie, et trois relatifs au secteur administratif, à l'enseignement, à la santé ou à l'action sociale.

### Entreprises
Dans le secteur de l'agroalimentaire, parmi les entreprises dont le siège social est en Dordogne, la société « Périgord farines minoterie Allafort » (fabrique de produits alimentaires) située à Buserolles se classe en 6e position quant au chiffre d'affaires hors taxes en 2015-2016, avec 19 196 k€.

## Culture locale et patrimoine

### Lieux et monuments
- Église Saint-Martial des XIIe et XVe siècles, inscrite au titre des monuments historiques depuis 1958[62].
- Oratoire Notre-Dame-des-Champs, en bordure de la route départementale 90. Bâti en 1954[63], il fait l'objet d'un pèlerinage chaque année, le 15 août[64].
- Logis de Chalard, ancien logis de maîtres de forges, au lieu-dit chez Bigot[65].

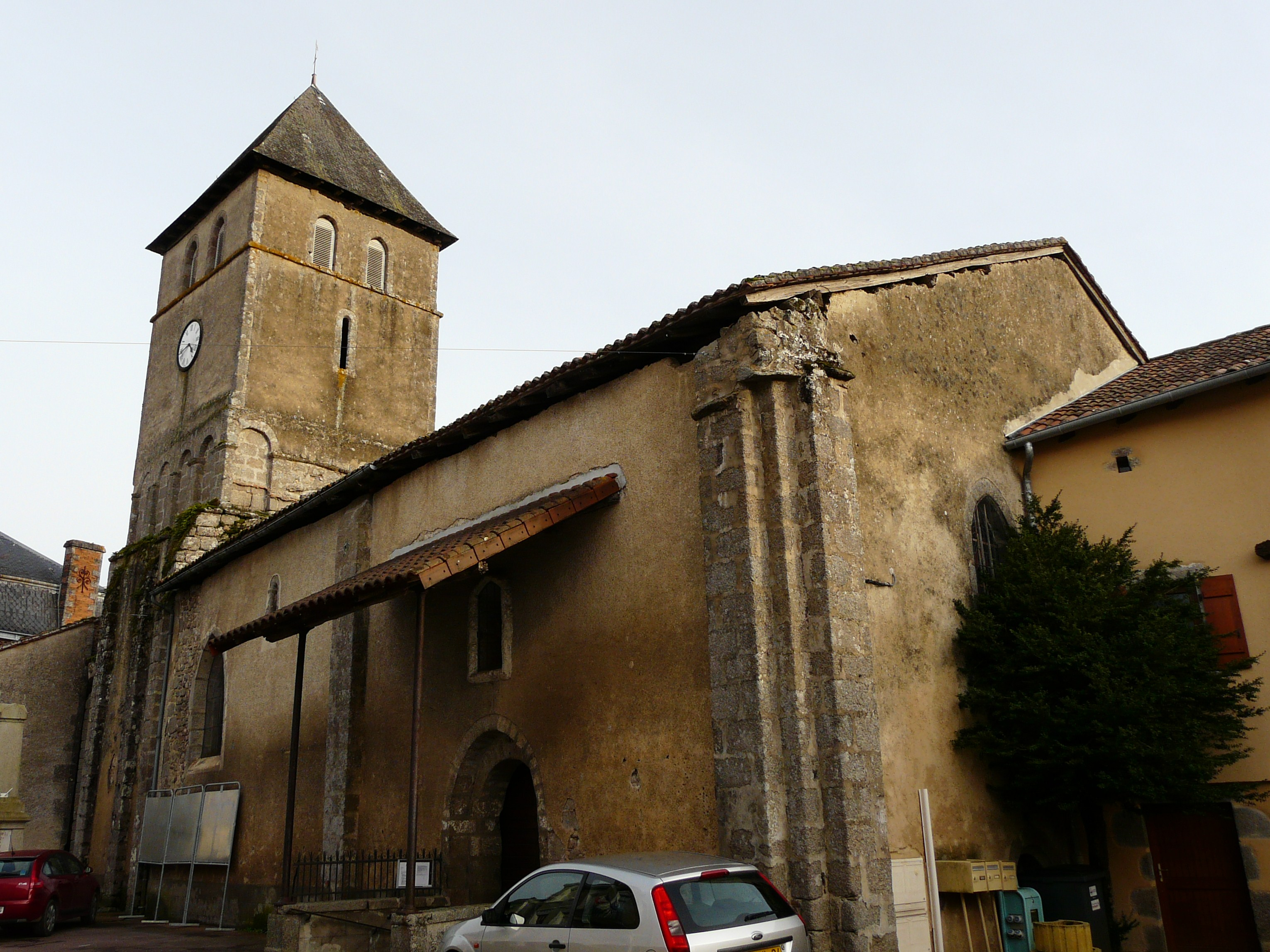
L'église Saint-Martial.
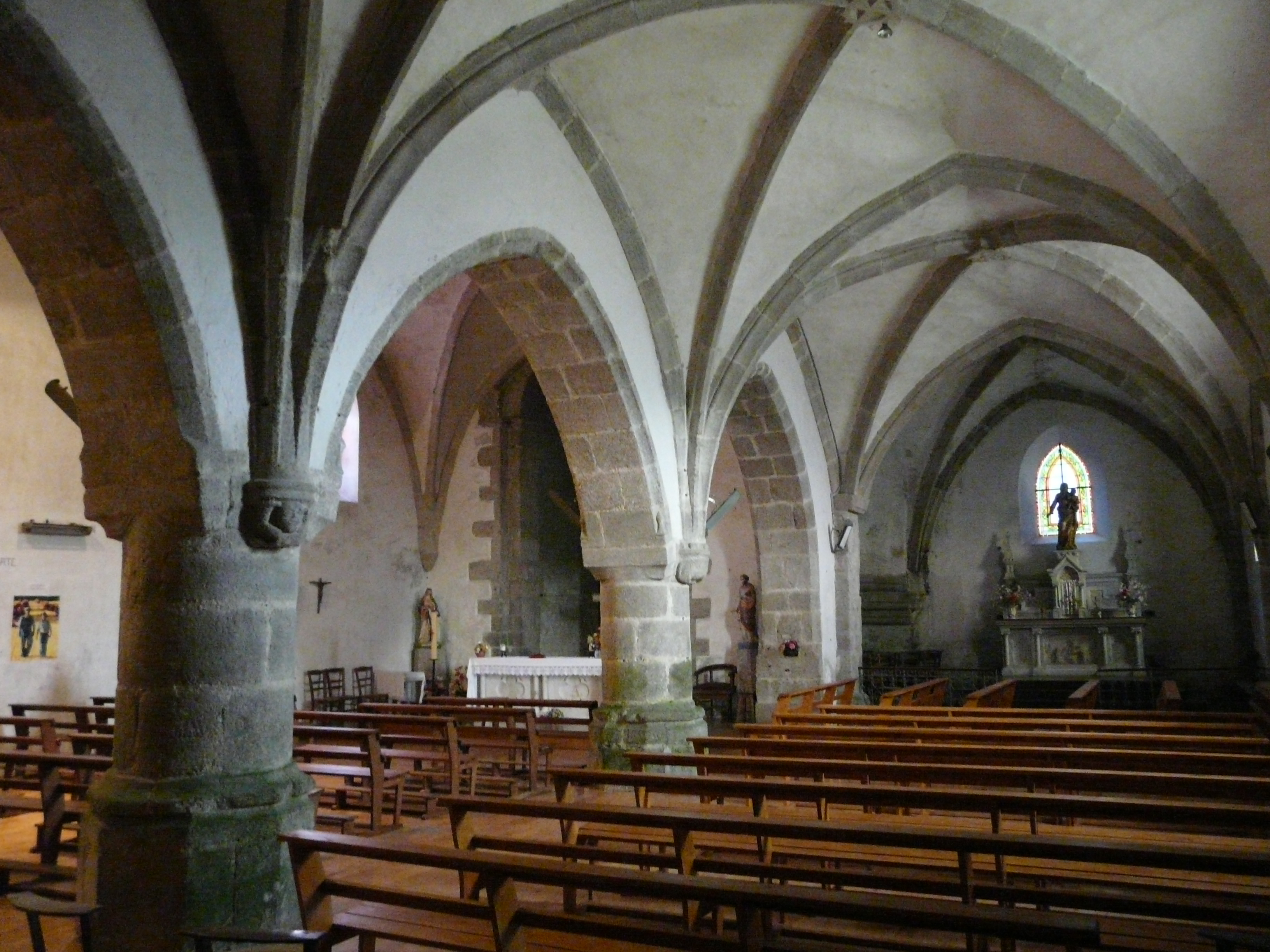
Les deux nefs de l'église.
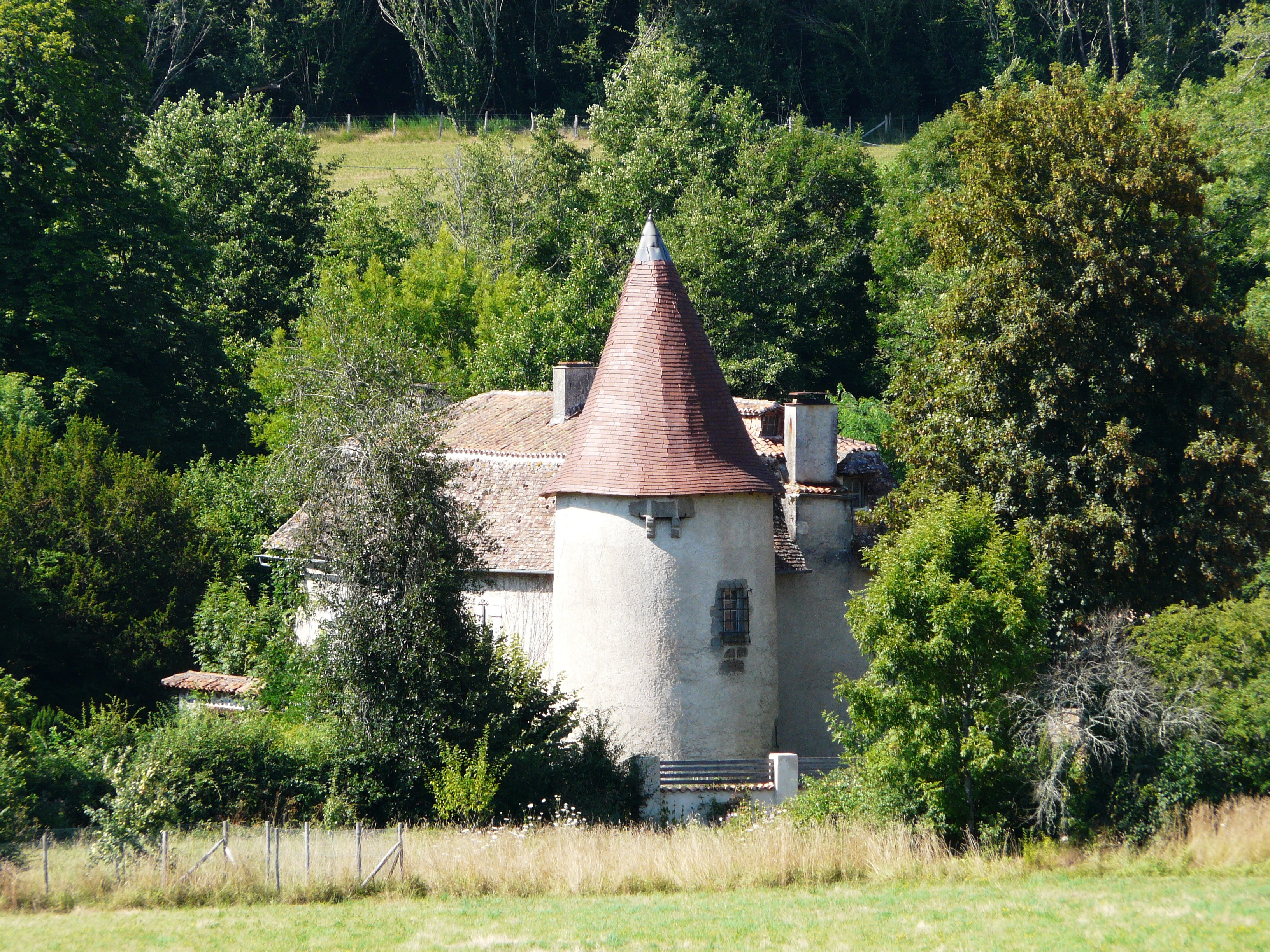
Le logis de Chalard.

### Patrimoine naturel

#### Parc naturel régional Périgord-Limousin
Depuis sa création en 1998, le parc naturel régional Périgord-Limousin intègre la commune de Busserolles, confirmée en 2011.

#### ZNIEFF
Sur le territoire communal, les vallées de la Tardoire, du Trieux et du ruisseau de l'Étang Grolhier appartiennent à une zone naturelle d'intérêt écologique, faunistique et floristique (ZNIEFF) de type 1, remarquable pour sa flore et la qualité des eaux,.

#### Site remarquable
Au sud-est du territoire communal, l'étang Grolhier est un site naturel inscrit depuis 1979.

### Patrimoine environnemental
- Étang Grolhier, aménagé en espace de détente
- Le GR 4 qui va de Royan à Grasse traverse la commune.

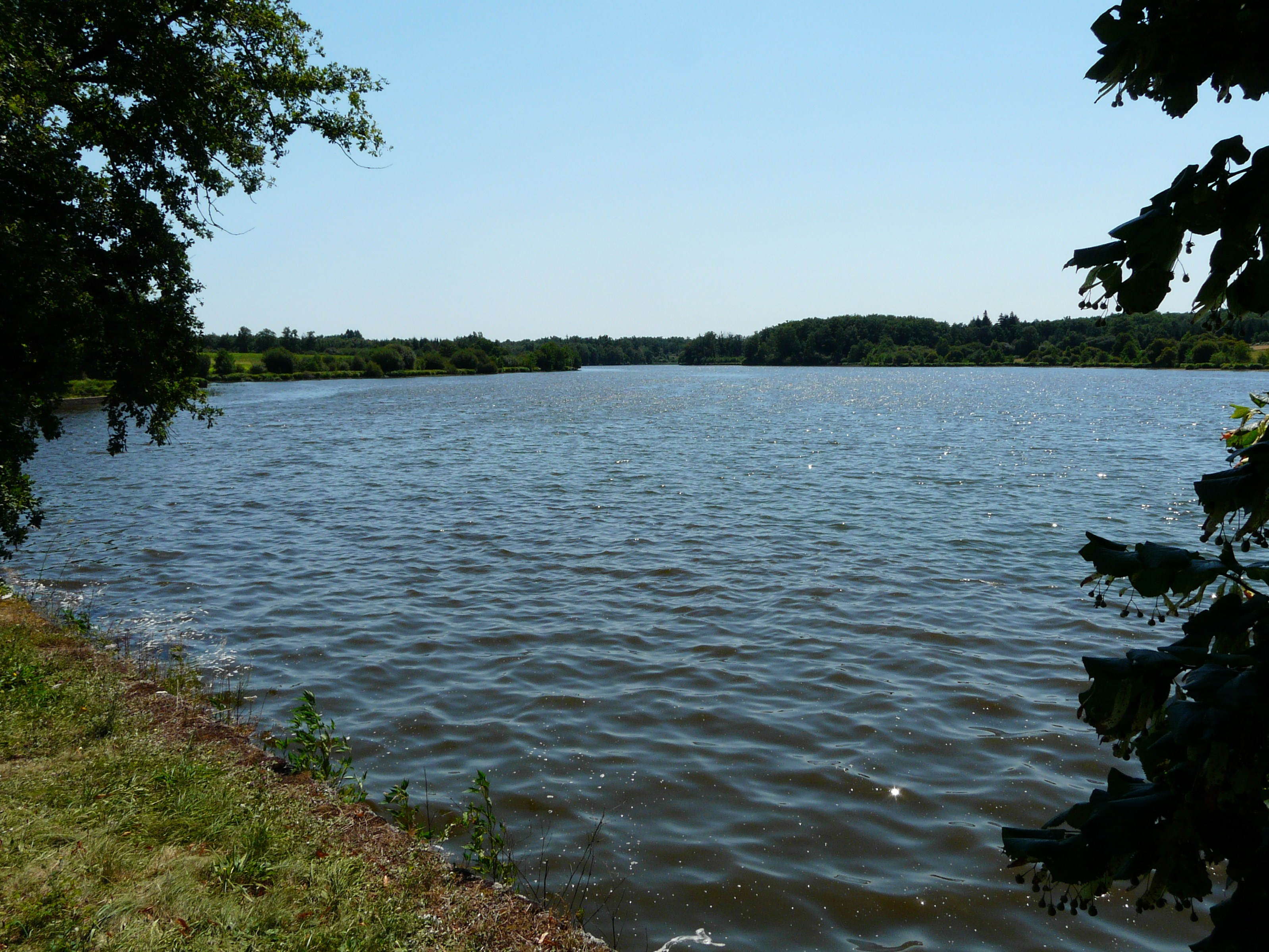
L'étang Grolhier à Busserolles.
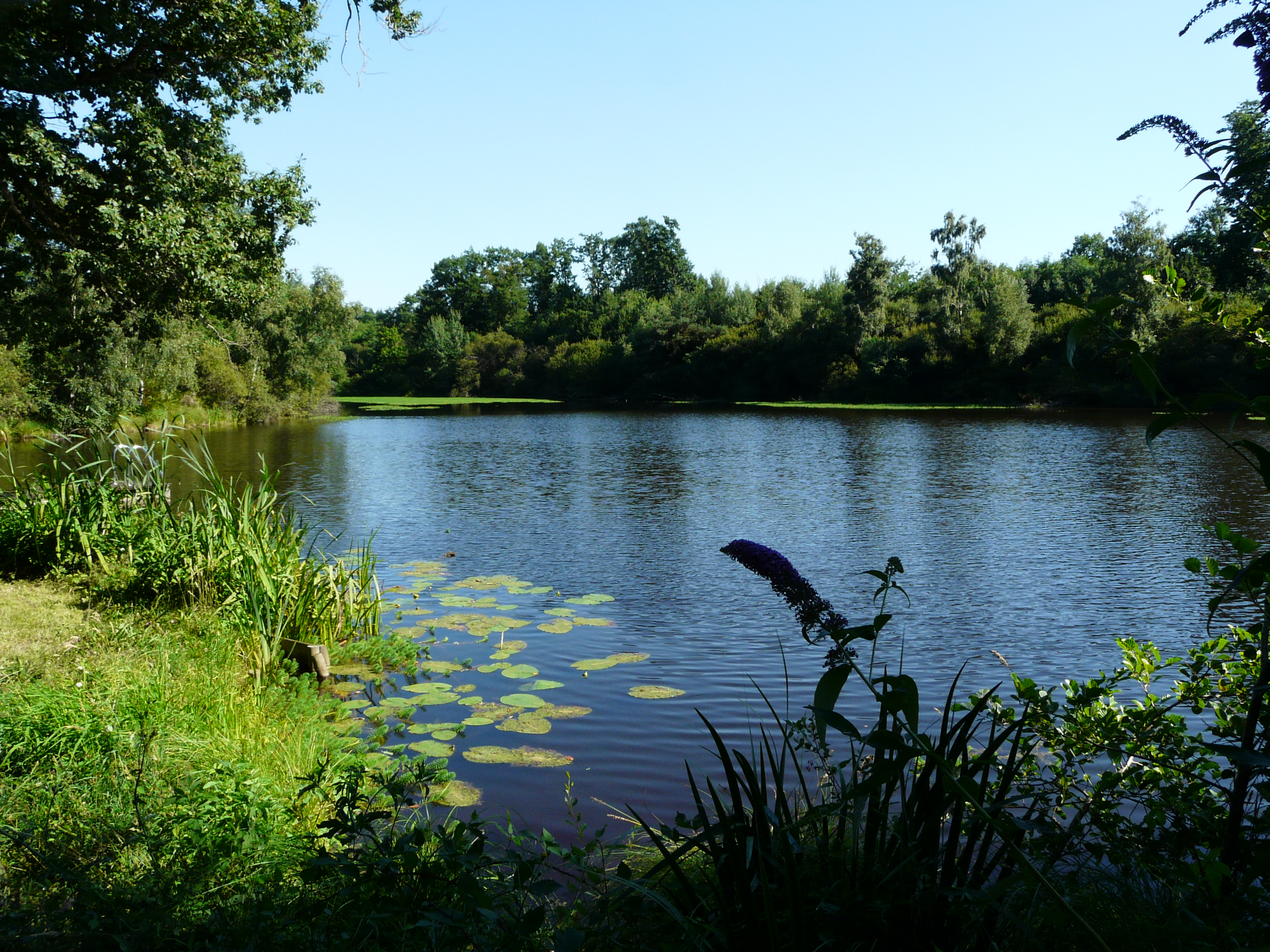
Un étang au bord du GR 4, entre les Chareyroux et la Forêt.

## Pour approfondir